# Mastí

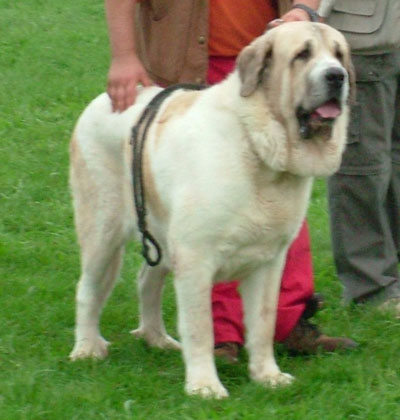
Mastí espanyol.

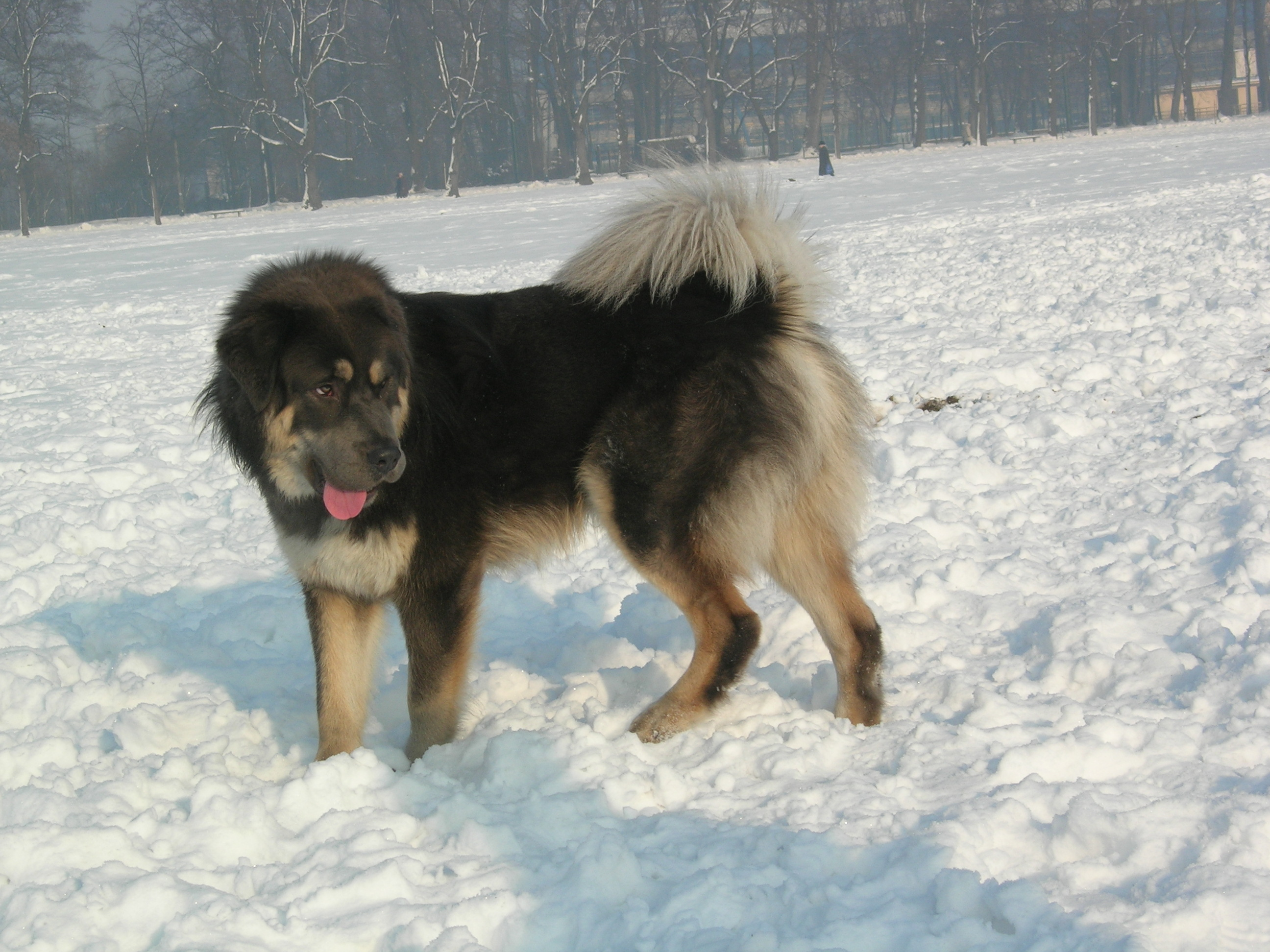
Mastí tibetà.

Els mastins són un grup de races canines de grans dimensions distribuïdes al llarg d'Àsia i Europa. Aquests  molosos s'han emprat tradicionalment com a gossos bovers, guardians de ramats i de la llar pel seu imponent aspecte i pel seu caràcter dòcil. És freqüent l'ús dels termes molós i dog com a sinònims de mastí.

## Races
- Mastí espanyol
- Mastí dels Pirineus
- Mastí tibetà
- Mastí anglès
- Mastí napolità
- Bullmastiff
- Mastí argentí
- Mastí francès
- Mastí americà
- Mastí de Borinquen
- Terranova
- Presa canari
- Ca de bou
- Pastor d'Anatòlia